# Edward Akufo-Addo
Edward Akufo-Addo (* 26. Juni 1906 in Dodowa; † 17. Juli 1979 in Accra) war ein ghanaischer Jurist und Politiker. Er gehörte zu den sechs Führern der Unabhängigkeitsbewegung, die später als The Big Six bekannt wurden. Von 1962 bis 1964 war er Richter am Obersten Gerichtshof und von 1970 bis 1972 Staatspräsident.

## Frühe Jahre
Nach Besuch der Grund- und Mittelschule trat Akufo-Addo ins Achimota College in Accra ein. Als Stipendiat studierte er am St. Peter’s College an der Universität Oxford. 1940 wurde er als Rechtsanwalt in London zugelassen. Nach seiner Rückkehr in die britische Kolonie Goldküste 1941 arbeitete er als Rechtsanwalt, betätigte sich bald aber auch politisch.
Er war Gründungsmitglied der United Gold Coast Convention (UGCC), die 1947 als erste Partei in der damaligen Kolonie Goldküste gegründet wurde. 1948 wurde Akufo-Addo von der britischen Kolonialverwaltung zusammen mit Kwame Nkrumah, J.B. Danquah, Emmanuel Obetsebi-Lamptey, William Ofori Atta und Ebenezer Ako-Adjei inhaftiert. Diese später als Big Six bekannt gewordenen Führer der ghanaischen Unabhängigkeitsbewegung wurden beschuldigt, verantwortlich für die sogenannten Accra-Riots zu sein. 1949 bis 1950 gehörte er dem Legislativrat der Kolonie an.

## Richter
Unter der Präsidentschaft Nkrumahs gehörte er seit 1962 dem Obersten Gericht an, war jedoch ein Gegner von dessen zunehmend autoritärem Regierungsstil. Im September 1964 wurde er mitsamt seinen Richterkollegen seines Amtes enthoben, als die Urteile in einem Verfahren wegen eines Attentats auf Nkrumah nicht dessen Wünschen entsprachen. Nach Nkrumahs Sturz im Februar 1966 wurde er wieder eingesetzt und Präsident des Obersten Gerichts. 1966 bis 1968 war er zudem Vorsitzender der Kommission, die eine neue Verfassung für Ghana ausarbeitete.

## Präsident
Am 31. August 1970 wurde er Staatspräsident.  Dabei handelte es sich jedoch um ein rein repräsentatives Amt, da alle Macht beim Premierminister lag. Seine Präsidentschaft endete im Januar 1972 mit dem Militärputsch von Oberst Ignatius Kutu Acheampong. Im Juli 1979 starb Akufo-Addo eines natürlichen Todes.

## Familie
Verheiratet war Akufo-Addo mit einer Tochter von William Ofori-Atta, einem einflussreichen Politiker und Omanhene (König) von Akyem Abuakwa. Sie hatten vier Kinder, sein ältester Sohn Nana Akufo-Addo war von 2003 bis 2007 Außenminister von Ghana. 2008 trat er als Kandidat der New Patriotic Party bei den Präsidentschaftswahlen an. Er verlor in der Stichwahl gegen John Atta Mills den Kandidaten der National Democratic Congress. Nach einer weiteren Niederlage 2012 gewann er die Präsidentschaftswahlen 2016 mit 53,85 % der Stimmen.